# Viggo de Danemark
Titre
Comte de Rosenborg
10 juin 1924 – 4 janvier 1970
(45 ans, 6 mois et 25 jours)
Le prince Viggo du Danemark (en danois Viggo, Greve af Rosenborg), est un prince dano-islandais. Il est né le 25 décembre 1893 à Copenhague et décédé le 4 janvier 1970  à Ebeltoft.

## Famille
Le prince Viggo est le quatrième fils du prince Valdemar de Danemark (1858-1939) et de son épouse la princesse Marie d'Orléans (1865-1909). Par son père, c'est un petit-fils du roi Christian IX de Danemark (1818-1906) tandis que, par sa mère, il est l’arrière-petit-fils du roi des Français Louis-Philippe Ier.
Son père, frère du roi Frédéric VIII, est amiral de la marine royale danoise et sa mère est une sœur de Jean d'Orléans, « duc de Guise » et chef de la maison d'Orléans en 1926.

## Biographie

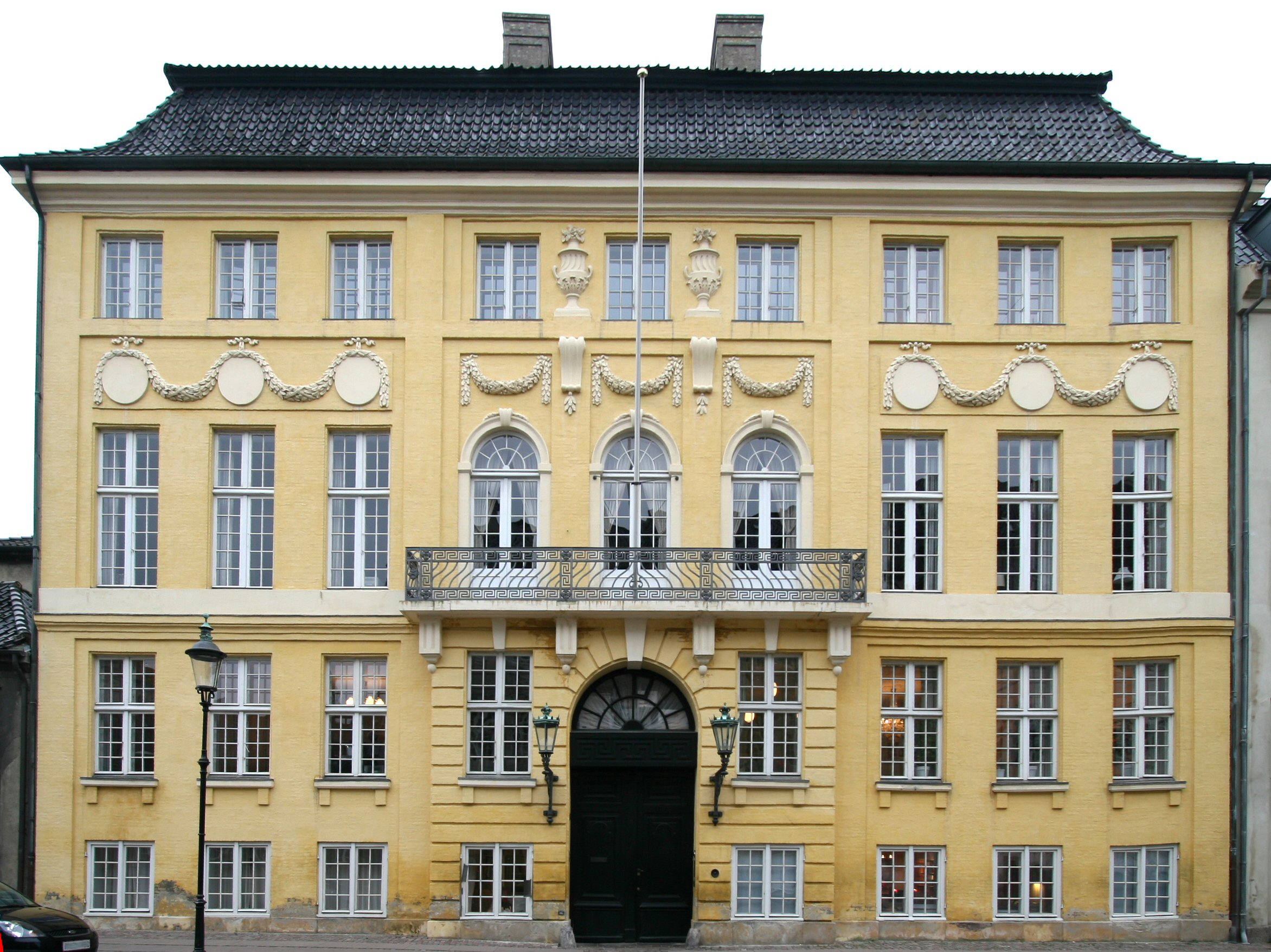
Le palais Jaune à Copenhague.

Petit-fils du roi Christian IX de Danemark (1818-1906), surnommé le « beau-père de l’Europe », le prince Viggo de Danemark voit le jour le 25 décembre 1893 à la résidence de ses parents, le palais Jaune, situé près du palais d’Amalienborg, résidence principale de la famille royale de Danemark au centre de Copenhague.
Fils du prince Valdemar de Danemark (1858-1936), amiral de la flotte, et de la princesse française Marie d'Orléans (1865-1909), il épouse morganatiquement le 10 juin 1924 à l'âge de 30 ans à New York la roturière Eleanor Green (1895-1966). Le prince Viggo renonce donc à ses droits au trône et reçoit le titre de comte de Rosenborg. Leur union restera sans postérité.

## Titulature
- 25 décembre 1893 — 10 juin 1924 : Son Altesse royale le prince Viggo de Danemark et d'Islande,
- 10 juin 1924 — 4 janvier 1970 : Son Altesse le prince Viggo, comte de Rosenborg.